# 永島直昭
永島 直昭（ながしま なおあき、1894年2月26日 - 1930年4月18日）は、日本の翻訳家。
東京生まれ。東京外国語学校露語科中退。
武者小路実篤が主宰する新しき村の雑誌『新しき村』の編集発行人となる。
翻訳書に、ストリンドベルヒ『結婚生活』（新潮社、1921年）、クヌート・ハムズン『土地の成長』（天祐社、1921年）、バルザツク『老ゴリオ』（芸術社、1922年1月）のほか、新潮社版『ドストエフスキー全集』の翻訳にも参加している。著書に、『真実の生活』（新しき村出版部、1924年）がある。